# Kenwood Corporation
Kenwood Corporation (株式会社ケンウッド, Kabushiki-Gaisha Ken'uddo) is een Japans elektronicabedrijf, gespecialiseerd in consumentenelektronica.
Het bedrijf produceert audiosystemen voor auto's, hifi-apparatuur, en audiosystemen.

## Geschiedenis
Het bedrijf Kasuga Radio Co. Ltd. werd in 1946 opgericht in Komagane, Nagano. In 1960 werd de naam veranderd in Trio Corporation. In 1963 werd het eerste buitenlandse kantoor opgericht in Los Angeles in de Verenigde Staten.
Een Amerikaanse importeur richtte een bedrijf op als exclusieve importeur van Trio onder de naam "Kenwood", een combinatie van "Ken", een gebruikelijke naam in Japan en de VS, en "Wood", als knipoog naar Hollywood. De naam Kenwood werd populairder dan die van Trio Corporation, en in 1986 kocht Trio Corporation het Amerikaanse Kenwood op, en ging voortaan verder als Kenwood Corporation.
In 2008 fuseerde Kenwood met JVC. De bedrijven gingen verder onder de naam JVC Kenwood.
In Nederland zijn de twee merken vanaf 2012 gezamenlijk gevestigd in Uithoorn, in België te Vilvoorde.